# Henry Tonks

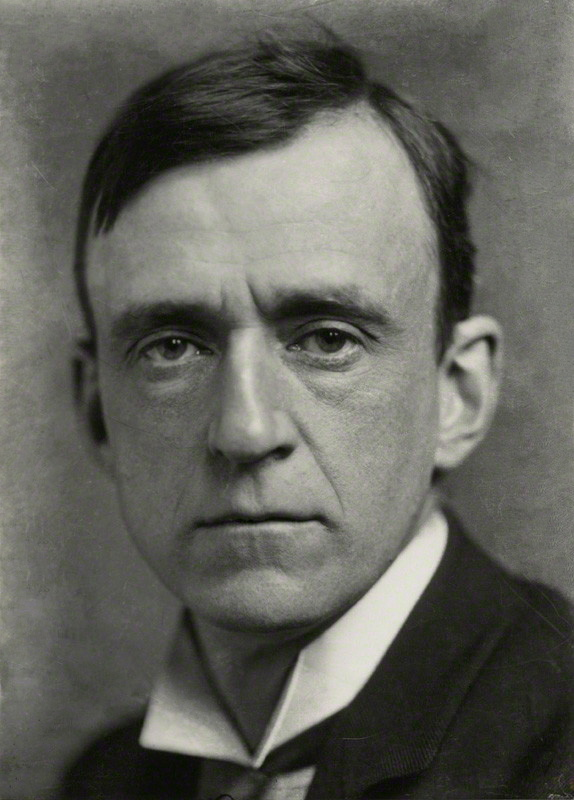
Henry Tonks, photographie de George Charles Beresford (1902).

Henry Tonks, né le 9 avril 1862 et mort le 8 janvier 1937, est un chirurgien britannique, devenu  peintre, caricaturiste et professeur de beaux-arts.

## Biographie
Après ses études de médecine au Royal Sussex County Hospital de Brighton (1882–1885) puis au  London Hospital de Whitechapel (1885–1888), Henry Tonks exerce la chirurgie au London Hospital sous la direction de Sir Frederick Treves. Élu au Royal College of Surgeons, il exerce au Royal Free Hospital de Londres et enseigne l'anatomie au London Hospital à partir de 1892.
En 1888, il commence à suivre les cours du soir à la Westminster School of Art, avec Frederick Brown pour professeur. Il expose ses œuvres avec le New English Art Club à partir de 1891 et en devient membre en 1895, associé aux peintres les plus novateurs de la période victorienne, parmi lesquels James McNeill Whistler, Walter Sickert, John Singer Sargent et George Clausen. Il est l'un des premiers artistes britanniques à subir l'influence de l'impressionnisme français.
Quand il devient titulaire de la chaire Slade pour l'enseignement des beaux-arts, ses élèves se nomment David Bomberg, William Lionel Clause, Mukul Dey, Ian Fairweather, Mark Gertler, Anna Airy, Harold Gilman, Spencer Frederick Gore, Edna Clarke Hall, Augustus John, Gwen John, Wyndham Lewis, Christopher Nevinson, Hyam Myer, William Orpen, William Ranken...

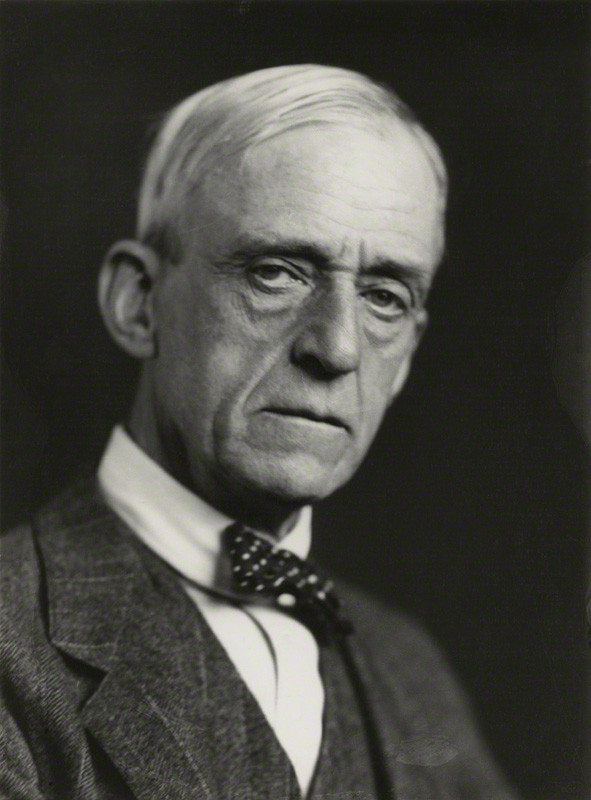
Henry Tonks, photographie de George Charles Beresford (1922).

Il succède à Frederick Brown à la tête de la Slade School of Fine Art, de 1918 à 1930, tout en ayant d'abord suggéré que Walter Sickert soit nommé à sa place. Parmi ses étudiants de cette époque, figurent Thomas Monnington, William Coldstream, Helen Lessore, Lesley Blanch et Philip Evergood.
Il prend sa retraite en 1930 et refuse d'être anobli.

## Élèves
- Reginald Grenville Eves

## Galerie

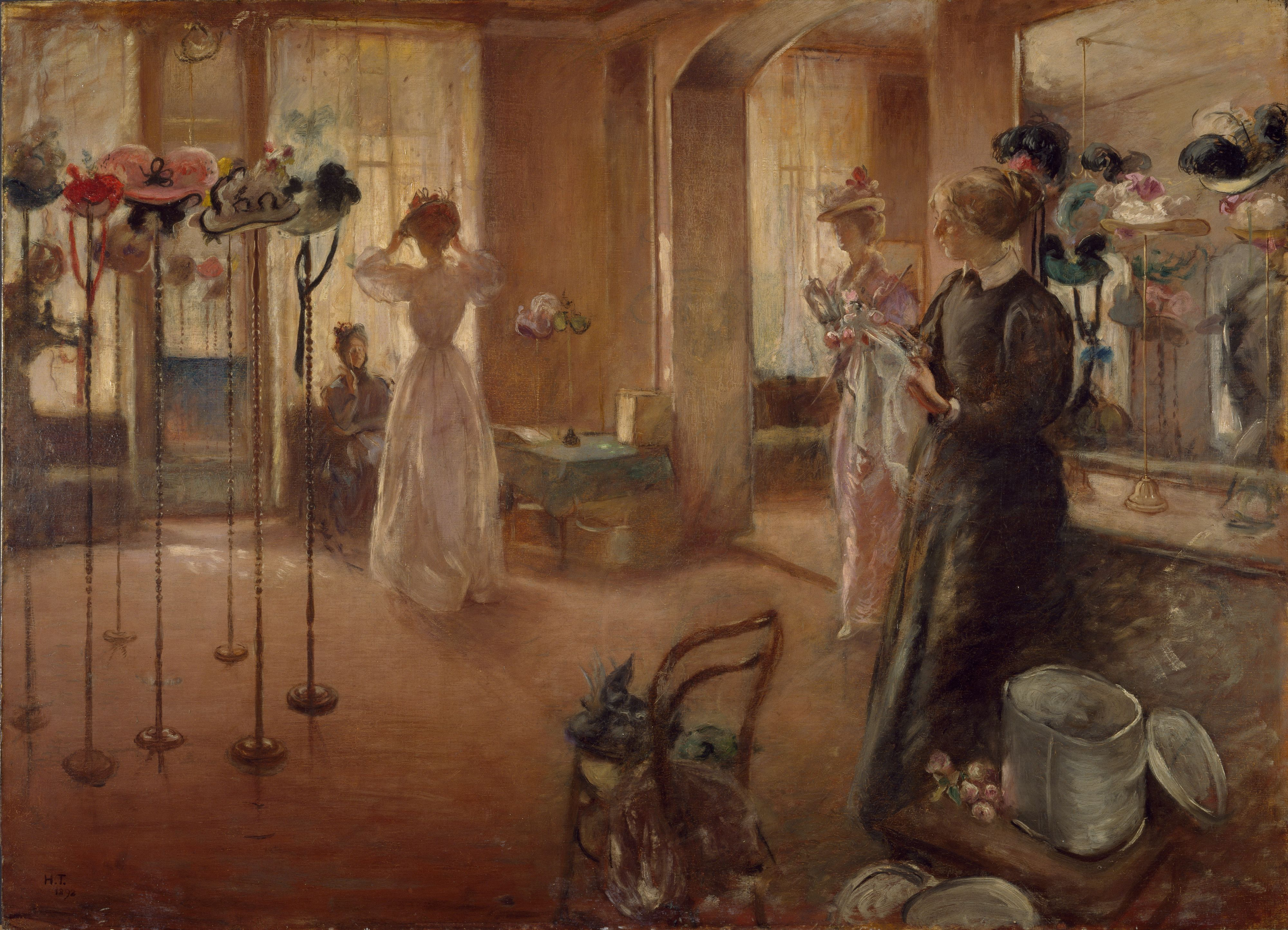
The Hat Shop (1892).
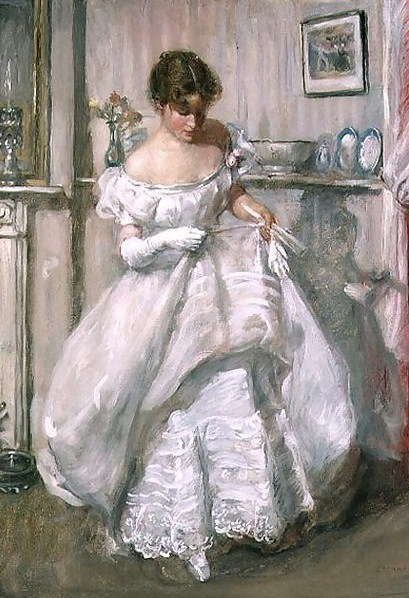
The Torn Gown.
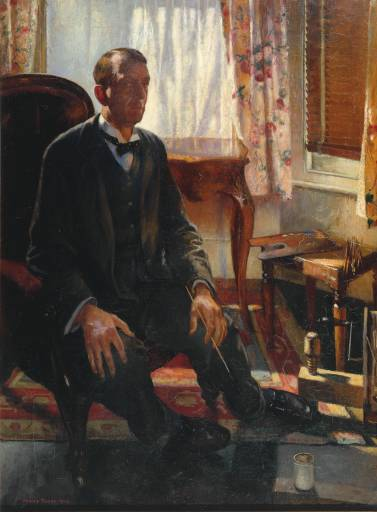
Self-portrait (1909).
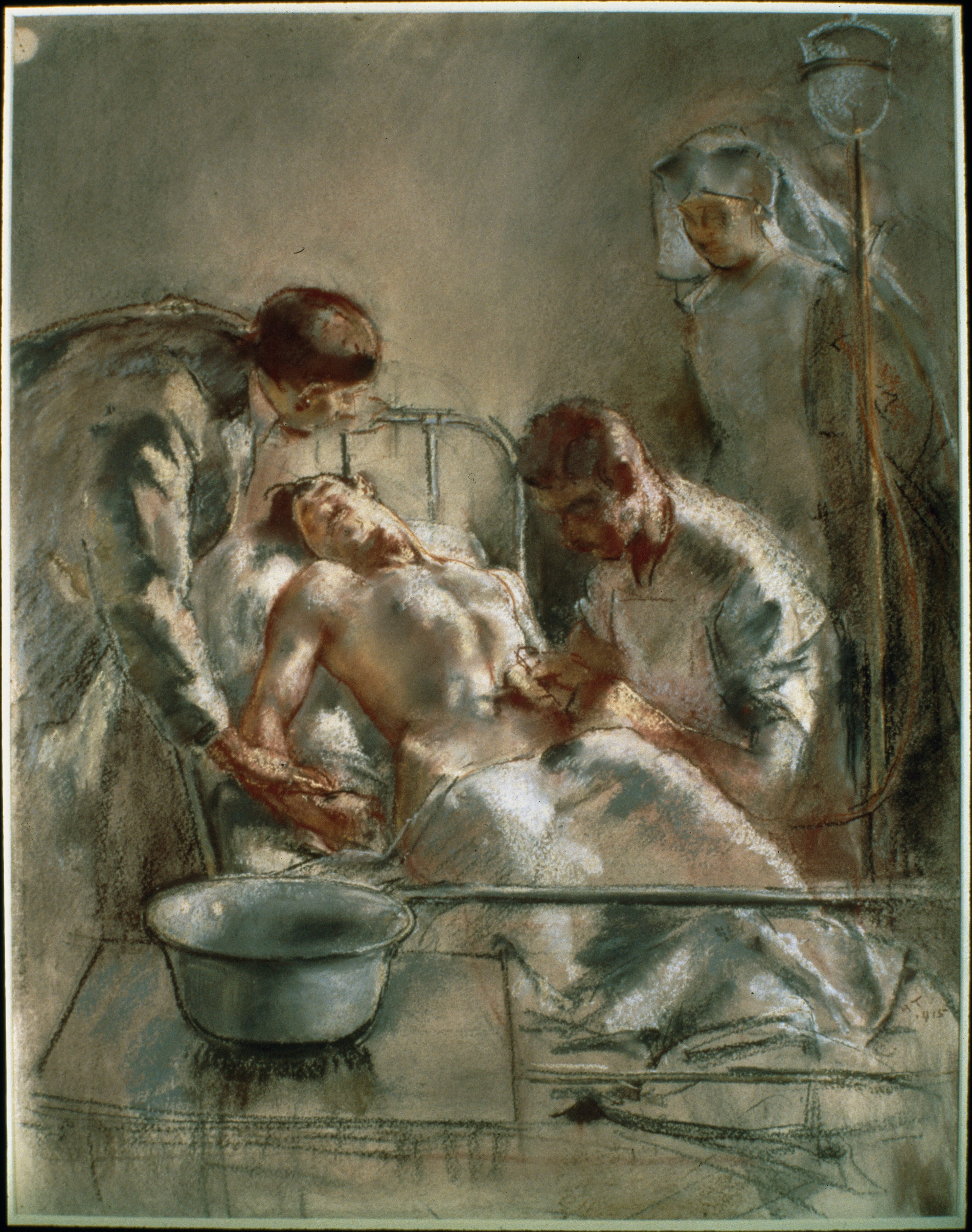
Saline Infusion : An Incident in the British Red Cross Hospital, Arc-en-Barrois, 1915 (1915).
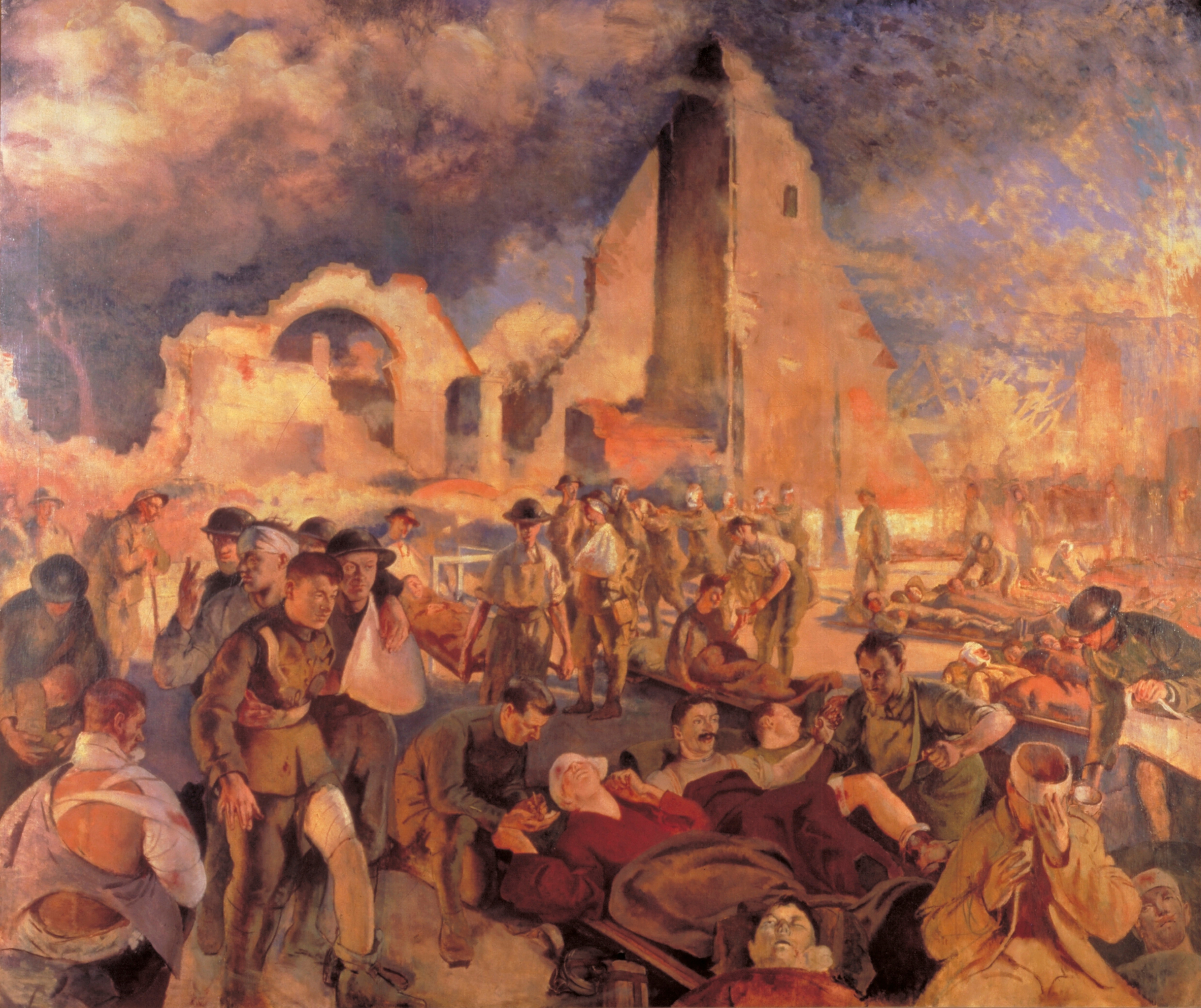
An Advanced Dressing Station (1918).
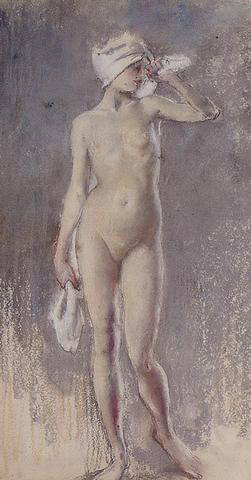
Standing Figure (c.1918).
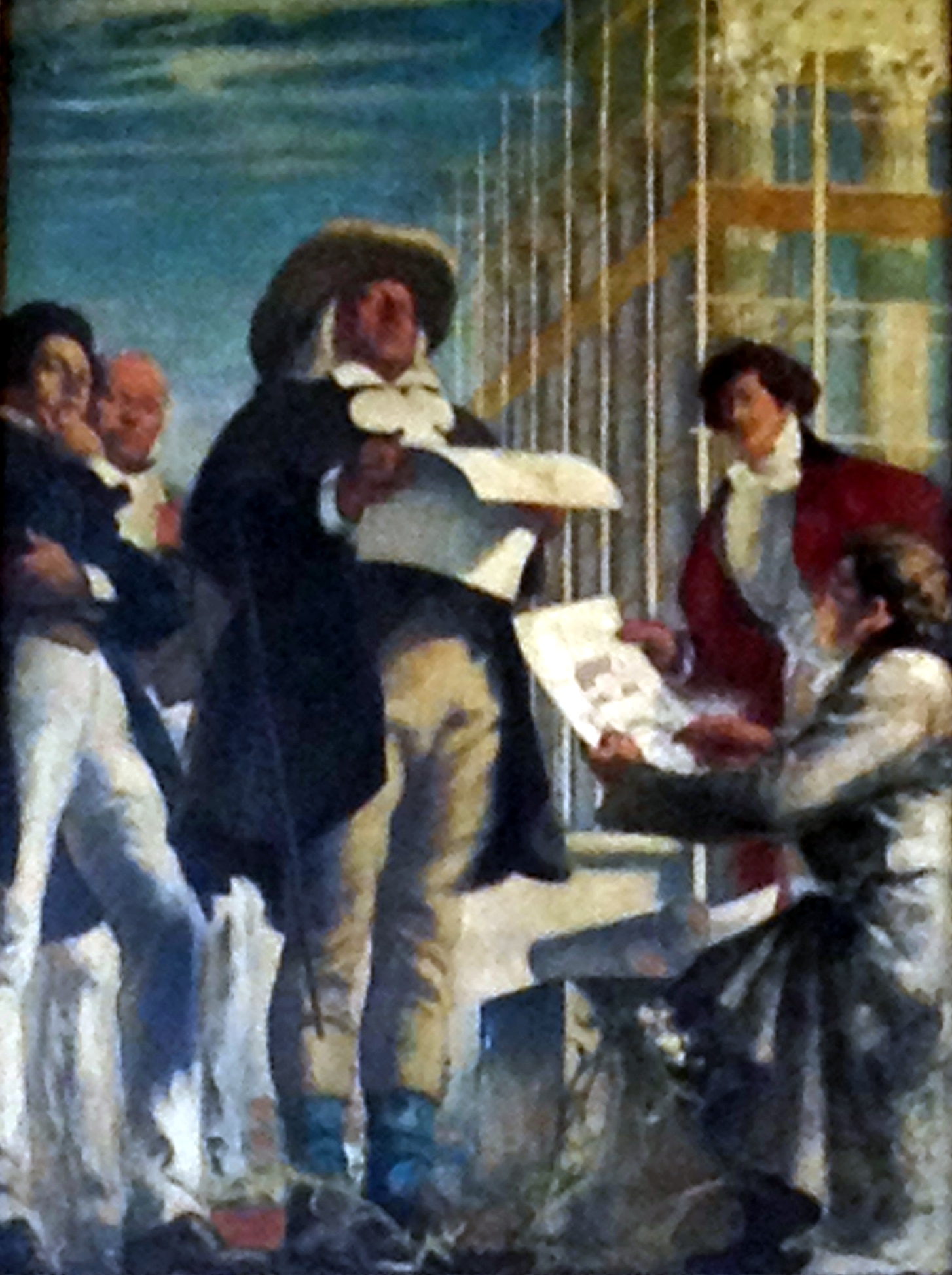
The Four Founders of UCL (c.1923).
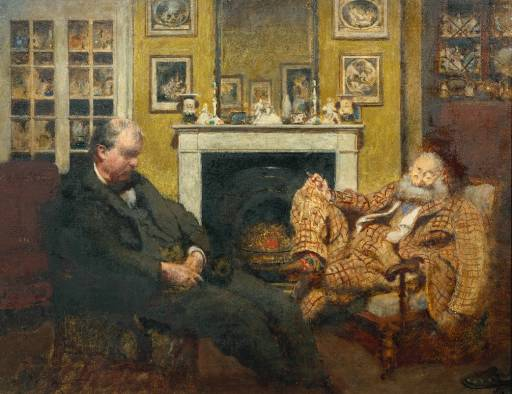
Sodales : Mr Steer and Mr Sickert (1930).